# Serrat del Moro (Granera)

El Serrat del Moro, respecte del terme de Granera

El Serrat del Moro és un serrat del terme municipal de Granera, a la comarca del Moianès.
Està situat a l'extrem de ponent del terme municipal, al sud-est del Carnerol i al nord de la masia de l'Otzet. Separa les valls del Xaragall de la Font de Boix, a ponent; i del torrent de Font de Buc, a llevant.
A l'extrem nord del Serrat del Moro es conserven, molt desfetes, les restes de la masia del Carnerol, que ja apareix com a mas rònec al segle xvi.

## Etimologia
Deu el seu nom a la presència, a la part meridional del serrat, proper a l'Otzet, d'una tomba antropomòrfica excavada a la roca, anomenada la Tomba del Moro a causa de la seva adscripció a l'època medieval, seguint la vella creença popular que totes les coses antigues són dels temps dels moros.